# José Francisco Xavier de Carvalho e Daun
José Francisco Xavier Maria de Carvalho Melo e Daun (Lisboa, 1 de abril de 1753 - Lisboa, 1 de janeiro de 1821), 3.º marquês de Pombal, 3.º conde de Oeiras e 1.º conde da Redinha.
Comendador da Ordem de São Tiago e coronel da primeira plana da Corte.

Foi administrador do morgado que seu pai lhe instituiu, do qual era cabeça a quinta de Montalvão, na freguesia de Santa Maria dos Olivais, próximo de Lisboa. Acerca deste morgado, transcrevemos do vol. II da Resenha das famílias titulares e grandes de Portugal, por Albano da Silveira Pinto e visconde de Sanches de Baena, a pág. 277, o seguinte: 
«O 1.º marquês de Pombal a sua segunda mulher, a marquesa D. Leonor Ernestina, instituíram a 16 de agosto de 1776, por escritura lavrada nas notas do tabelião Inácio Correia de Sousa e Andrade, sob a designação de pacto familiar, perpétua fundação, cessão, trespasse e desmembração um outro vínculo, ou uma segunda casa, para perpetuar a família, e para que na concorrência dela com a primeira, se pudessem ambas servir de mútuas, recíprocas e perpétuas fiadoras uma da outra; unindo-se ambas em todos os casos em que faltasse sucessão em qualquer delas; e tornando-se a separar em todos os outros casos em que a linha em que sucedesse a união de ambas as referidas casas, houvesse irmãos imediatos aos primogénitos, nos quais irmãos imediatos se pudesse continuar a segunda das referidas duas casas. Para este vínculo destinaram certas propriedades a que, no acto de dar a sua aprovação, a marquesa D. Leonor Ernestina juntou a sua quinta da Moruja, sita a São José de Ribamar. A instituição desta segunda casa foi confirmada por Decreto de 3 e Alvará de 6 de junho de 1776. Por este último alvará el-rei D. José fez mercê ao 1.º conde da Redinha da Quinta do Montalvão, sita nos Olivais, para ele e seus sucessores, dispensando a lei mental: e por outro Alvará de 11 de agosto do dito ano, confirmou esta doação com a natureza de vínculo, e ainda por outro alvará do mesmo dia e data, atendendo o haver honrado com a sua intervenção a Real autoridade e fundação da segunda casa, houve por bem e graça especial, que não serviria de exemplo, fazer mercê do sobredito título de Conde da Redinha, de que teve Carta a 20 de agosto do mencionado ano de 1776, a qual se acha registada no liv. 28 a fls. 310, 311 a 312 da Chancelaria de D. José I.» 
O conde da Redinha foi herdeiro do vínculo e grande casa de seu irmão mais velho, Henrique José de Carvalho a Melo, que faleceu sem geração a 26 de maio de 1812, sendo por isso o 3.º marquês de Pombal e o 3.º conde de Oeiras.

## Dados genealógicos e heráldicos
Era o 5.º filho do marquês de Pombal, o grande ministro do rei D. José I, e de sua mulher D. Leonor Ernestina Eva Volfanga Josefa.
Casou duas vezes: a primeira a 12 de abril de 1768, com D. Isabel Juliana de Sousa, filha de D. Vicente de Sousa Coutinho. Este casamento foi anulado por decreto de 18 de junho de 1772. (V. Palmela, Portugal, vol. V. pág. 416). 
Casou a segunda vez, a 24 de setembro de 1776, com D. Francisca de Paula de Pópulo de Lorena, filha de Nuno Gaspar de Lorena, e de sua segunda mulher D. Maria Inácia da Silveira, filha de D. Bernardo José de Lorena e Silveira, 5.º conde de Sarzedas.
Tiveram:
- Nuno Gaspar de Carvalho Daun e Lorena (15 de janeiro de 1793 - 14 de maio de 1865), 3.º conde da Redinha, casado a 1ª vez, a 30 de agosto de 1815, com D. Maria Vitória de Sampaio Melo e Castro, dama da rainha D. Maria II, filha dos primeiros marqueses de Sampaio: Manuel António de Sampaio Melo e Castro Moniz e Torres de Lusignano, e D. Maria Inês de Mendonça, que faleceu a 5 de julho de 1837; a segunda vez casou em 21 de junho de 1842 com D. Maria Efigénia Teles de Melo de Almeida Baena Leite Malheiros de Lencastre[2].

O seu brasão de armas é o mesmo do marquês de Pombal. Em campo azul uma estrela de ouro, entre uma quaderna de crescentes de prata.